# ولادیمیرتسی
ولادیمیرتسی (به صربی: Vladimirci) یک شهرستان در صربستان است که در ناحیه ماچوا واقع شده‌است. ولادیمیرتسی ۳۳۸ کیلومتر مربع مساحت و ۱۷٬۴۶۲ نفر جمعیت دارد و ۱۰۳ متر بالاتر از سطح دریا واقع شده‌است.